# Campionati mondiali di maratona canoa/kayak 2007
I Campionati mondiali di maratona canoa/kayak 2007 sono stati la 15ª edizione della manifestazione. Si sono svolti a Győr, in Ungheria, dal 7 al 9 settembre 2007.

## Medagliere
| Pos.   | Paese         | Oro | Argento | Bronzo | Totale |
| ------ | ------------- | --- | ------- | ------ | ------ |
| 1      | Spagna        | 2   | 4       | 2      | 8      |
| 2      | Ungheria      | 2   | 2       | 2      | 6      |
| 3      | Gran Bretagna | 1   | 0       | 0      | 1      |
| 3      | Danimarca     | 1   | 0       | 0      | 1      |
| 5      | Sudafrica     | 0   | 0       | 1      | 1      |
| 5      | Rep. Ceca     | 0   | 0       | 1      | 1      |
| Totale | Totale        | 6   | 6       | 6      | 18     |

## Podi

### Uomini
| Evento | Oro                                         | Perform.    | Argento                                        | Perform.    | Bronzo                               | Perform.    |
| Canoa  |                                             |             |                                                |             |                                      |             |
| C-1    | Edvin Csabai                                | 1h55'21"838 | José Alfredo Bea                               | 1h57'34"020 | Manuel Antonio Campos                | 1h57'34"978 |
| C-2    | Ungheria Edvin Csabai Attila Györe          | 1h45'59"980 | Spagna Ramón Ferro Óscar Graña                 | 1h46'36"365 | Rep. Ceca Filip Dvořák Petr Koudelka | 1h48'29"154 |
| K-1    | Emilio Merchán                              | 2h05'03"099 | Manuel Busto Fernández                         | 2h07'09"603 | Attila Jambor                        | 2h9'06"789  |
| K-2    | Spagna Manuel Busto Fernández Oier Aizpurua | 1h55'57"061 | Spagna Jorge Alonso González Santiago Guerrero | 1h55'57"655 | Ungheria Balacz Borcsok Istvan Salga | 1h58'27"265 |

### Donne
| Evento | Oro                                                | Perform.    | Argento                              | Perform.    | Bronzo                              | Perform.    |
| Canoa  |                                                    |             |                                      |             |                                     |             |
| K-1    | Anna Hemmings                                      | 1h55'59"331 | Renata Csay                          | 1h56'06"705 | Mara Santos                         | 1h56'17"589 |
| K-2    | Danimarca Anne Lolk Thomsen Henriette Engel Hansen | 1h44'36"262 | Ungheria Renata Csay Berenike Faldum | 1h44'47"182 | Sudafrica Nicola Mocke Michele Eray | 1h44'48"418 |